# Napoléon, Bébé et les Cosaques
Pour plus de détails, voir Fiche technique et Distribution.
Napoléon, Bébé et les Cosaques est un film muet français réalisé par Louis Feuillade et sorti en 1912.
Ce film fait partie de la série des Bébé.

## Fiche technique
- Titre : Napoléon, Bébé et les Cosaques
- Réalisation : Louis Feuillade
- Scénario : Louis Feuillade
- Société de production : Société des Établissements L. Gaumont
- Pays de production :  France
- Langue : film muet avec les intertitres en français
- Format : Noir et blanc — 35 mm — 1,33:1 — Muet
- Métrage : 330 m
- Genre : Comédie
- Durée : 11 minutes
- Date de sortie : 
  - France : 30 août 1912

## Distribution
- René Dary : Bébé (comme Clément Mary)
- Renée Carl : la mère
- Paul Manson : le père de Bébé